# Shenshou
Shenshou is een geslacht van uitgestorven zoogdieren uit de orde Euharamiyida. Dit dier leefde tijdens het Laat-Jura (ongeveer 160 miljoen jaar geleden) in wat nu de Volksrepubliek China is. 
Shenshou is bekend van een fossiel uit de Tiaojishan-formatie. Shenshou leek uiterlijk sterk op een eekhoorn. Het dier was ongeveer 300 gram zwaar en het lichtgebouwde lichaam met voor grijpen aangepaste handen en voeten een lange grijpstaart wijzen op een boombewonende leefwijze. Uit de tanden blijkt dat Shenshou een omnivoor was. De bouw van het middenoor toont aan dat de Euharamiyida tot de kroongroep van de zoogdieren behoort.